# Бернхард VII (Анхалт)
Бернхард VII (на немски: Bernhard VII von Anhalt, * 17 март 1540 в Десау, † 1 март 1570 в Десау) от династията Аскани е княз на Анхалт-Цербст (1551 – 1570), княз на Анхалт-Пльотцкау (1553 – 1570), княз на Анхалт-Десау (1561 – 1570), княз на Анхалт-Кьотен (1562 – 1570).
Бернхард VII е най-малкият син на княз Йохан II фон Анхалт (1504 – 1551) и съпругата му Маргарета фон Бранденбург (1511 – 1577), дъщеря на курфюрст Йоахим I фон Бранденбург. Неговият кръстник е Мартин Лутер.
След смъртта на баща му той поема управлението заедно с братята си Карл († 1561) и Йоахим Ернст († 1586), под опекунството на техния чичо Георг III († 1553) и Йоахим I († 1561).
През 1553 г. братята наследяват Анхалт-Пльотцкау от чичо им Георг III. По-късно Бернхард управлява в Десау, Йоахим Ернст в Рослау, a Карл в Цербст. След смъртта на чичо им и отказа на братовчед им Волфганг фон Анхалт-Кьотен братята Йоахим Ернст и Бернхард получават през 1562 г. цялата земя Анхалт. През 1563 г. братята си разделят земята.
Бернхард умира през 1570 г. Брат му Йоахим Ернст получава неговите територии и обединява цял Анхалт.

## Фамилия
На 18 май 1565 г. Бернхард се жени в Десау за принцеса Клара фон Брауншвайг-Гифхорн (* 1 януари 1550, † 26 януари 1598), дъщеря на херцог Франц от Брауншвайг-Люнебург и Гифхорн. Те имат само един син:
- Франц Георг (* 17 октомври 1567, † 7 септември 1568 в Цербст).

Вдовицата му Клара се омъжва за херцог Богислав XIII от Померания (1544 – 1606).